# Callionymus valenciennei
Callionymus valenciennei es una especie de peces de la familia Callionymidae en el orden de los Perciformes.

## Distribución geográfica
Se encuentra en el Japón y al oeste de Corea.